# Panonychus inca
Panonychus inca är en spindeldjursart som beskrevs av Vis och Moraes 2002. Panonychus inca ingår i släktet Panonychus och familjen Tetranychidae. Inga underarter finns listade i Catalogue of Life.